# Yelena Kárpova
Yelena Víktorovna Kárpova, en ruso: Елена Викторовна Карпова (nacida el 14 de junio de 1980 en San Petersburgo, Rusia) es una exjugadora de baloncesto rusa. Consiguió 4 medallas en competiciones internacionales con Rusia.